# FIFA Online 3
 (octobre 2019).
Si vous disposez d'ouvrages ou d'articles de référence ou si vous connaissez des sites web de qualité traitant du thème abordé ici, merci de compléter l'article en donnant les références utiles à sa vérifiabilité et en les liant à la section « Notes et références ».
FIFA Online 3 est un jeu vidéo de football en ligne massivement multijoueur, qui a été annoncé le 13 août 2012 et entré dans sa première phase bêta fermée du 20 septembre 2012 au 23 septembre de la même année en Corée du Sud. Le 13 décembre 2012, il a été annoncé que la chanteuse Kim Hyuna a été choisie pour être « le modèle de FIFA Online 3 ».
Le jeu est actuellement disponible dans d'autres régions, y compris la Thaïlande, le Vietnam, Singapour et la Malaisie. Les joueurs du reste du monde peuvent également jouer en rejoignant les serveurs de ces régions.

## Système de jeu
FIFA Online 3 est jouable à l'aide d'une souris et d'un clavier ou une manette.
Dans FIFA Online 3, les joueurs peuvent choisir de jouer et de personnaliser leur équipe à partir de plus de 30 championnats et 15000 joueurs du monde réel. Les joueurs ont la possibilité de jouer seuls, ou contre d'autres joueurs connectés en ligne.
Le gameplay et le graphisme de FIFA Online 3 sont similaires à ceux de FIFA 11. Les joueurs peuvent également jouer des matches jusqu'à 5 joueurs de chaque côté.

## Développement
FIFA Online 3 a été développé par Electronic Arts en se basant sur le moteur de jeu de FIFA 11. Les versions de Singapour et de Malaisie sont les premières versions disponibles en anglais, publiées par Garena. Le jeu est disponible dans sa version bêta ouverte depuis le 25 octobre 2013.

## Accueil
FIFA Online 3 est considéré comme la suite de FIFA Online 2, qui a fermé ses serveurs le 31 mars 2013 (Neowiz Games) et le 5 novembre 2013 (IAHGames).
En Corée, FIFA Online 3 est actuellement le jeu de sport le plus populaire et classé deuxième dans PC-Bunks.
En Thaïlande et au Vietnam, des tournois sont organisés régulièrement et attirent des centaines de spectateurs.